# Statuer og mindesmærker af navngivne, historiske kvinder i Danmark
Statuer og mindesmærker af navngivne, historiske kvinder i Danmark er et forsøg (under stadig udvikling) på en samlet oversigt over statuer og buster af og mindesmærker over navngivne, historiske kvinder, der er opstillet offentligt synligt eller tilgængeligt i Danmark. Forskellige forsøg på opgørelser over antallet af statuer og buster mv. af navngivne historiske kvinder i Danmark er hidtil endt ud med meget forskellige resultater, så intet brugbart samlet tal over sådanne forekomster findes for øjeblikket.
Listen inkluderer dog ikke statuer og lignende af Jomfru Maria, Jesu mor, der selv uden en formel optælling må formodes at være den oftest afbildede historiske kvindeskikkelse i Danmark, såvel som i en række andre lande. Antallet af Mariaafbildninger i Danmark skal sandsynligvis opgøres i hundreder. Disse figurer er at finde rundt om i det åbne offentlige rum såvel som i adskillige kirker.
Listens formål er heller ikke at opregne værker, der kan ses i udstillinger i museer, kunstmuseer, kunstudstillinger, gallerier eller indendørs statue- og skulptursamlinger, der fordrer entrébillet for at se (skulpturer placeret andre steder, der kræver entré, som f.eks. teatre og biografteatre, medregnes heller ikke). Skulpturer udenfor disse egentlige udstillings- og fremvisningsområder kan dog godt medregnes.

## Anna Ancher
Den oprindelige statue i bronze er lavet af Astrid Noack i 1937 og står ved Skagens Museum og en kopi står ved Holstebro Museum. Statens Museum for Kunst har ligeledes en kopi af denne statue, men den er ikke udstillet.

I udlandet kan man endvidere finde en kopi af denne statue lavet i 1939, og denne befinder sig i Middelheimmuseum (nl), der er et skulpturmuseum og en tilhørende 30 hektar stor skulpturpark i Antwerpen i Belgien.

## Bodil Bang-Rasmussen
En statue i bronze fra 1994 af operasangeren Bodil Bang-Rasmussen finder man ved Vindø Teglværk i den østlige udkant af Hobro. Bjørn Nordahl (1939-2012), der var gift med Bodil Bang-Rasmussen, har udført statuen og flere af Nordahls kvindestatuer finder man i Hobro. Statuen er ikke som sådan specifikt bestilt som en statue af Bodil Bang-Rasmussen, men Nordahls første hustru stod ofte model for ham, og statuen har da også titlen Bodil, hvorved den henviser direkte til, at det er Bodil Bang-Rasmussen, der stod model til denne statue.

## Bolette Puggaard
Landskabsmaleren Bolette Puggaard født Hage og hendes mand, forretningsmanden Hans Puggaard, er gengivet på deres fælles gravsten på Holmens Kirkegård i København. Hun er gengivet på et helportrætrelief af bronze siddende på en stol, mens han er gengivet med en portrætmedaljon.

## Caroline Amalie
Vilhelm Bissens statue af dronning Caroline Amalie blev opstillet i Kongens Have i 1896.

## Dronning Dagmar[fn 3]
I 1913 skabte Anne Marie Carl-Nielsen den smukke og milde Dagmar på Ribe Slotsbanke, den er øjensynlig inspireret af sejrsgudinden Nike fra Samothrake, samtidig med at den er præget af skønvirkestilen.

På bagsiden af Dagmar-monumentet i Ribe udført af Anne Marie Carl-Nielsen finder man et bronzerelief, der viser dronning Dagmars død i 1212.

På Mandø ved sydsiden af stien fra Mandø By ned til den vestlige strand mellem redningsstationen og stormflodssøjlen blev der i 1974, på initiativ af øens læge Arthur Vaag, opsat en mindesten til minde om Dronning Dagmars ankomst (som prinsesse Markéta Přemyslovna af Bøhmen) til og landstigning på Mandø i 1205 (sådan går den traditionelle historie i hvert fald). Mindestenen indeholder endvidere et beskedent relief af dronningen.

Lidt syd for landsbyen Vitten inde i det, der kaldes for Præsteskoven, men som tidligere gik under betegnelsen Vitten Præstegaards Skov, findes en kilde kaldet Dronning Dagmars Kilde. Sagnet siger, at dronningen i 1206 på en rejse gjorde holdt nær stedet og lod vand bringe fra kilden, som hun kunne drikke. I 1906, det påståede 700-år for denne tildragelse, lod Thor Lange rejse en mindesten ved kilden, som havde fået dronningens navn. Stenen er udført efter tegning af arkitekt Sophus Frederik Kühnel.
Stenen bærer indskriften: Gud glæde dig i Himlen / Dronning Dagmar / Og lædske hver / Som tørster her / Maatte dit Folk til Held / Ud over Danmark rinde / Velsignelsens Kildevæld
Nær Vitten Kirke finder man en stor granitsten kaldet Dronning Dagmars Sten. Efter sigende skulle dronningen have siddet og hvilet sig på stenen, mens der blev hentet vand til hende fra kilden.

I kirkegårdsmuren nord for Sankt Bendts Kirke i Ringsted ud mod Sct. Bendtsgade finder man Dagmarbrønden eller Dronning Dagmars Mindebrønd fra 1949, der bl.a. består af en skulptur af dronning Dagmar. Dagmarbrønden er udført i granit af billedhuggeren Henrik Starcke.

En mindeplade med relieffer af dronning Dagmar blev i 1928 sat op i Sankt Bendts Kirke i Ringsted på initiativ af Czekoslovakisk-dansk Selskab i Praha.

H.W. Bissen havde i 1845 lavet en statue i gips af Dronning Dagmar, der blev én af de 18 statuer, heraf 4 statuer af danske dronninger, der blev opstillet ved Dronningens Trappe i 1840'erne og 1850'erne på det andet Christiansborg. Statuen blev beskadiget ved slottets brand i 1884 og overført til Ny Carlsberg Glyptotek. I 1910 udførte H.P. Pedersen-Dan en marmorkopi af Bissens statue, og denne kopi blev opstillet indenfor Dronningeporten ved Dronningetrappen i det fra 1906-1934 opførte Christiansborg.

## Edele Sophie Kaas
Admiralinde Edele Sophie Kaas (1747-1800) var gift med admiral Frederik Christian Kaas, og hendes svigersøn var lensgreve Christian Conrad Sophus Danneskiold-Samsøe overdirektør for Gisselfeld Kloster. Da Edele døde i år 1800 lod svigersønnen og datteren rejse en mindestøtte i den sydlige del af herregårdshaven til Gisselfeld ved sydbredden af Brede Sø.

## Inge Lehmann
Elisabeth Toubro har lavet et mindesmærke for Inge Lehmann i abstrakt form, der især markerer og hylder hendes forskning og ikke så meget hendes egen person. Et billede af Inge Lehmann er dog indridset i den ene af mindesmærkets fire sider. Mindesmærket er opstillet på Frue Plads i København.

## Jeanne d'Arc
En statue i bronze af Jeanne d'Arc er opstillet i Ørstedsparken i København. Statuen blev oprindeligt udført af den franske kunstner Henri Chapu (en) i 1870, mens denne kopi blev opstillet i 1882 med den danske titel: Jeanne d'Arc i Domrémy, lyttende til de himmelske Stemmer. En kopi i marmor kan man finde på Ny Carlsberg Glyptotek.

Siden 1972 har en statue af Jeanne d'Arc stået i skolegården til Institut Sankt Joseph på Østerbro. Statuen havde tidligere, indtil 1945, sin placering ved Jeanne d'Arc Skolen, der blev bombet det år. Statuen er en kopi efter en marmororiginal fra 1837, som blev udført af prinsesse Marie af Orléans.

## Karen Jeppe
I sommeren 1936 blev der rejst en mindesten for missionæren og nødhjælpsarbejderen Karen Jeppe overfor indkørslen til præstegården i hendes fødeby Gylling, og siden blev der også i marts 2014 lidt derfra rejst en armensk korssten, en såkaldt khachkar, og på den anden side af mindestenen er opsat en mindebænk for Karen Jeppe.

Endvidere findes en mindetavle for Karen Jeppe på Gyllingskov 'Gamle' Skole et par kilometer syd for Gylling, hvor Karen Jeppe blev født. I selve Gylling finder man byens lokalhistoriske arkiv i kælderetagen til Gylling Skole. Inde i arkivet befinder sig en buste af Karen Jeppe, som ejes af Statsbiblioteket i Aarhus, og som tidligere var opsat dér, men som siden 2002 er langtidsudlånt til det lokalhistoriske arkiv i Gylling, så længe dette måtte eksistere.

## Lise Nørgaard
Portrætskulptur af forfatteren Lise Nørgaard, siddende på en bænk på gågaden Algade i Roskilde er udført af Mette Agerbæk og opsat 2010.

Stine Ring Hansen skabte i 2017 en bronzebuste af Lise Nørgaard, der er udstillet på Det Nationalhistoriske Museum på Frederiksborg Slot. Originalen til denne buste kan ses i vinduet til Stine Ring Hansens atelier og bronzestøberi i Raadvad, hvor den er placeret ved siden af busten af Benny Andersen.

## Louise Janssen
Et epitafium af dagbogsforfatteren Louise Janssen født Luplau og hendes mand, præsten Carl Janssen, er opsat på deres gravsted på Holmens Kirkegård i København udført efter tegning og design af sønnen kunstmaleren Luplau Janssen. Det originale gipsrelief til dette epitafium er opsat i Sørbymagle Kirke, hvor parret virkede som præstepar fra 1858 til 1872.

## Louise Ravn-Hansen
Malerinden Louise Ravn-Hansen døde i 1909 ved en drukneulykke i floden Havel nær Berlin, men hun blev begravet på Assistens Kirkegård i København, hvor venner af malerinden sørgede for et gravmæle med en bronzemedaljon udført af billedhuggeren Rasmus Bøgebjerg efter tegning af H.E. Melchior.

## Margrete I
Anne Marie Carl Nielsen startede udarbejdelsen af statuen allerede omkring 1896, ved at lave skitser til hesten. Pga. finansieringsproblemer stoppede arbejdet indtil man i 2006 omsider støbte hele statuen, støbt i bronze og tre meter høj, hvorefter den blev sat op. Statuen er en gave fra fabrikant Elsebeth Stryhn og Claus B. Hansen med støtte fra Carl Nielsen og Anne Marie Carl-Nielsen Legatet. Statuen er ejet af Roskilde Kommune.

Kongehyldningsmonumentet i Viborg for Margrete 1. og Erik af Pommern er udført af billedhugger Axel Poulsen og blev afsløret den 22. april 1965.

I den østligste del af slotsparken til Ledreborg anlagde Johan Ludvig Holstein i 1750'erne og 1760'erne et Historisk og Genealogisk Peripatetisk Akademi, hvor man kunne gå rundt mellem statuer, buster og obelisker mm. helliget de danske og norske konger med flere. Anlægget er forfaldent, men endnu findes en noget forvitret statue af Margaretha Waldemarsdatter udført af S. C. Stanley i dette "Akademi".

I Reersø By blev der i 2009 foran Reersøhuset, der fungerer som kultur- og forsamlingshus for Reersøs befolkning, opstillet en mindre statue efter sagnet om Margrete 1.'s landstigning på stedet efter et skibsforlis i Storebælt. Skulpturen er udført af den lokalt bosiddende skulptør Ragnhild "Raggen" Nielsen med supplerende hjælp fra hendes mand Claus Damgaard Nielsen.

H.W. Bissen udførte i 1856 en statue i gips af Dronning Margrete, som blev opstillet ved Dronningens Trappe på det andet Christiansborg. Denne, og en række andre statuer, blev beskadiget ved slottets brand i 1884 og overført til Ny Carlsberg Glyptotek. I 1910 udførte H.P. Pedersen-Dan en kopi i marmor af Bissens statue, som blev opstillet indenfor Dronningeporten i det fra 1906-1934 opførte Christiansborg.

I 1931 skabte billedhuggeren Einar Utzon-Frank en statuegruppe/mindesmærke for Kalmarunionen i kalksten med Margrete 1. som den centrale figur. Mindesmærket er placeret i Kongeporten til Christiansborg.

I 1913, d. 7. september, lod Historisk Samfund for Aarhus Stift et mindesmærke rejse i Riis Skov ved Aarhus for Margrete I, eller Margrete Valdemarsdatter som mindesmærket benævner hende, til minde om, at hun engang mellem 1395 og 1412 overdrog Riis Skov til borgerne i Aarhus By, samt tillige til minde om 500-året for dronningens død.

På 600-årsdagen for Margrete 1.'s død, d. 28. oktober 2012, blev der indviet en mindesten ved Gendarmstien nær Munkemølle, til minde om dronningens død, der fandt sted d. 28. oktober 1412. Hun befandt sig på dette tidspunkt om bord på et skib i Flensborg Fjord, mens dette lå opankret ud for Munkemølle.

## Prinsesse Marie (død 1909)
Et mindesmærke, Prinsesse Marie-Monumentet, med buste og statue blev i 1912 opstillet på Langelinje i København til minde om den folkekære prinsesse Marie. Værket er udført af Carl Martin-Hansen (1877-1941).

Endvidere er der opstillet en marmorbuste af prinsesse Marie på Bernstorff Slot nok fra begyndelsen af 1900-tallet, dog er oplysningerne om kunstneren bag busten noget upræcise, men måske drejer det sig enten om V. Herold eller Carl Martin-Hansen (ru).

På Danmarksmonumentet, der er placeret i Østre Anlæg, og som er skabt af Louis Hasselriis og afsløret i 1897, er der endvidere et bronzerelief af Prinsesse Marie og hendes mand Prins Valdemar.

## Natalie Zahle
I 1916 blev statuen/busten af skoleleder Natalie Zahle opsat i Ørstedsparken.
Ved en placering i Ørstedsparken kom den til at stå tæt på den skole, hun etablerede. En lærerinde og en elev pryder monumentet.

## Sigrid Undset
I Kalundborg er opsat en statue af Sigrid Undset i 1982 foran Specialcenter Sigrid Undset, som er udført af Hanne Varming.

## Ville Heise
På Holmens Kirkegård i København er der opsat en buste af filantropen Ville Heise ved siden af en tilsvarende buste af hendes mand, komponisten Peter Heise.

## Fodnoter
1. ↑  Listen er som sådan ikke tænkt at inkludere værker, der er opstillet i diverse museers samlinger.
2. ↑  Denne liste er under løbende udvikling, så dens informationer skal indtil videre ikke tages som udtryk for et bud på den samlede mængde af værker med kvinder afbilledet, men mere som et udtryk for, hvilke informationer det indtil videre har været muligt eller overkommeligt at medtage på listen. Listen vil sandsynligvis først nærme sig noget, der kunne ligne et samlet bud på sådanne værker, når et godt stykke over 200 værker (eller muligvis endnu flere?) er medtaget i artiklen.
3. ↑  En avisartikel fra 1907 angiver, at den mindesten, der i 1906 blev sat op i Præsteskoven syd for Vitten, var den 8. mindesten for Dronning Dagmar her til lands på det tidspunkt, men artiklen giver sig dog ikke af med at antyde, hvor de syv øvrige (tidligere opsatte) mindesten skulle være at finde.[5]